# The Best Damn Thing (альбом)
| Совокупная оценка    | Совокупная оценка |
| Источник             | Оценка            |
| -------------------- | ----------------- |
| Metacritic           | 66/100            |
| Оценки критиков      |                   |
| Источник             | Оценка            |
| AllMusic             | [ 2 ]             |
| Entertainment Weekly | (B)               |
| The Guardian         | [ 4 ]             |
| musicOMH             | [ 5 ]             |
| The New York Times   | (без оценки)      |
| PopMatters           | (6/10)            |
| Robert Christgau     | [ 1 ] [ 8 ]       |
| Rolling Stone        | [ 9 ]             |
| Slant Magazine       | [ 10 ]            |
| Stylus Magazine      | B                 |

The Best Damn Thing — третий студийный альбом канадской рок-исполнительницы
Аврил Лавин, выпущен в апреле 2007 года. Альбом представляет собой смену музыкального стиля исполнительницы, который наблюдался на её ранних работах. На момент релиза «The Best Damn Thing» рассматривался критиками, как самый коммерческий альбом Лавин. Также альбом отмечен тем, что Лавин сотрудничала со множеством новых для неё продюсеров, таких как Dr. Luke, Роб Кавалио. Сама же певица стала исполнительным продюсером пластинки и полностью контролировала процесс работы над ним.
«The Best Damn Thing» получил множество положительных отзывов от музыкальных критиков, которые похвалили её переход от пост-гранжа в сторону поп-панк звучания, отмечая его броскость и популярность на радио. Тем не менее, главной критикой альбома стало его лирическое содержание, которое некоторые обозреватели сочли грубым и жестоким. Альбом дебютировал на первых местах во многих чартах, включая Австрии, Великобритании, Канаде, Германии, Ирландии и Японии. Он также занял первую строчку в американском чарте Billboard 200, став вторым бестселлером Лавин. Альбом был продан тиражом 8 миллионов копий, став одним из самых продаваемых альбомов 2007 года.

## Об альбоме
По песням прослеживается творческое взросление Аврил — появились партии, выполненные на классических музыкальных инструментах, к примеру, фортепианные баллады Innocence и When You’re Gone. Сингл Girlfriend доказывает, что Лавин прекрасно сочетает разнообразные жанры. Композиция же Keep Holding On стала саундтреком к фильму «Эрагон» (2007).

## Синглы
«Girlfriend» была выпущена первым синглом с альбома. Композиция имела глобальный успех, заняв первое место в чарте Billboard Hot 100. Сингл занимал ведущие позиции в 12 международных чартах, включая Австралию, Канаду и Японию. «Girlfriend» стала самым продаваемым синглом 2007 года во всем мире. Музыкальное видео стало самым просматриваемым клипом на видеохостинге YouTube всех времен на июль 2008 года. Сингл вышел в качестве ремикса при участии рэп-исполнительницы Lil' Mama.

## Список композиций
| №   | Название                  | Автор(ы)                        | Продюсеры                          | Длительность |
| --- | ------------------------- | ------------------------------- | ---------------------------------- | ------------ |
| 1.  | «Girlfriend»              | Лавин, Dr. Luke                 | Dr. Luke, Мэтт Бэкли, Стивен Вульф | 3:37         |
| 2.  | «I Can Do Better»         | Лавин, Dr. Luke                 | Dr. Luke, Бэкли, Вульф             | 3:17         |
| 3.  | «Runaway»                 | Лавин, Dr. Luke, Кара Диогуарди | Dr. Luke, Бэкли, Вульф             | 3:48         |
| 4.  | «The Best Damn Thing»     | Лавин, Бутч Уолкер              | Бутч Уолкер                        | 3:10         |
| 5.  | «When You're Gone»        | Лавин, Уолкер                   | Уолкер                             | 4:00         |
| 6.  | «Everything Back But You» | Лавин, Уолкер                   | Уолкер                             | 3:03         |
| 7.  | «Hot»                     | Лавин, Эван Тобенфельд          | Dr. Luke, Бэкли, Вульф             | 3:23         |
| 8.  | «Innocence»               | Лавин, Тобенфельд               | Роб Кавалло                        | 3:53         |
| 9.  | «I Don't Have to Try»     | Лавин, Dr. Luke                 | Dr. Luke, Бэкли, Вульф             | 3:17         |
| 10. | «One of Those Girls»      | Лавин, Тобенфельд               | Дерик Уибли                        | 2:56         |
| 11. | «Contagious»              | Лавин, Тобенфельд               | Уибли                              | 2:10         |
| 12. | «Keep Holding On»         | Лавин, Dr. Luke                 | Dr. Luke, Бэкли                    | 4:00         |
| 13. | «Alone»                   | Лавин, Dr. Luke                 | Dr. Luke                           | 3:15         |

## Места в чартах
Первому синглу Girlfriend потребовалось пару недель, чтобы возглавить американский чарт «Billboard Hot 100».

## Сертификаты
| Регион | Сертификация  | Продажи    |
| --- | ------------- | ---------- |
| Аргентина (CAPIF) | Платиновый    | 40 000^    |
| Австралия (ARIA) | 2× Платиновый | 140 000^   |
| Австрия (IFPI Austria) | Платиновый    | 20 000*    |
| Бельгия (BEA) | Золотой       | 25 000*    |
| Бразилия (ABPD) | Платиновый    | 60 000*    |
| Канада (Music Canada) | 2× Платиновый | 279,000    |
| Франция (SNEP) | Золотой       | 75 000*    |
| Германия (BVMI) | Платиновый    | 200 000    |
| Греция (IFPI Greece) | Золотой       | 7500^      |
| Венгрия (Mahasz) | Золотой       | 3000^      |
| Ирландия (IRMA) | 2× Платиновый | 30 000^    |
| Италия | —             | 120,000    |
| Япония (RIAJ) | Миллионный    | 1 000 000^ |
| Мексика (AMPROFON) | Платиновый    | 100 000^   |
| Новая Зеландия (RMNZ) | Золотой       | 7500^      |
| Польша (ZPAV) | Золотой       | 10 000*    |
| Португалия (AFP) | Золотой       | 10 000^    |
| Россия (NFPF) | 4× Платиновый | 80 000*    |
| Республика Корея | —             | 18,260     |
| Швейцария (IFPI Switzerland) | Платиновый    | 30 000^    |
| Великобритания (BPI) | Платиновый    | 491,000    |
| США (RIAA) | 2× Платиновый | 2 000 000^ |
| Итого |               |            |
| Европа (IFPI) | Платиновый    | 1 000 000* |
| Мир | —             | 6,000,000  |
| * Данные о продажах приведены только на основе сертификации. · ^ Данные о тиражах приведены только на основе сертификации. · Данные о продажах + прослушиваниях приведены только на основе сертификации. |               |            |